# Verbascum sublyratum
Verbascum sublyratum är en flenörtsväxtart som beskrevs av Borb.. Verbascum sublyratum ingår i släktet kungsljus, och familjen flenörtsväxter. Inga underarter finns listade i Catalogue of Life.